# Тернопольская епархия ПЦУ
Тернопольская епархия (укр. Тернопільська єпархія) — епархия Православной церкви Украины, объединяющая приходы ПЦУ в Тернопольской области.
В 1990 году была создана Тернопольско-Бучачская епархия Украинской автокефальной православной церкви во главе с епископом Василием (Боднарчуком). В 1995 году Украинская православная церковь Киевского патриархата создала на территории Тернопольской области свою Тернопольско-Кременецкую епархию во главе с епископом Иовом (Павлишиным). В октябре 1997 году Василий (Боднарчук) переходит в юрисдикцию Украинскую православную церковь Киевского патриархата вместе со своей епархией.
21 января 2006 года митрополит Василий умирает и 28 февраля 2006 года на Тернопольско-Бучачскую кафедру назначен епископ Нестор (Пысык). 13 мая 2012 года архиепископ Иов уходит на покой, а управляющим Тернопольско-Кременецкой епархией назначен Нестор (Пысык). 20 июля 2012 года принято решение об объединении двух епархий в «единую епархиальную структуру».
13 мая 2017 года Священный синод Украинской православной церкви Киевского патриархата окончательно объединил Тернопольско-Кременецкую и Тернопольско-Бучачскую епархию в единую Тернопольскую епархию.

## Управляющие епархией
- Иов (Павлишин) (май 1995 — 13 мая 2012)
- Нестор (Пысык) (с 13 мая 2012)